# Opel Antara
Opel Antara — компактний кросовер-позашляховик, який виготовляється німецьким автовиробником Opel з 2006 року.

## Опис

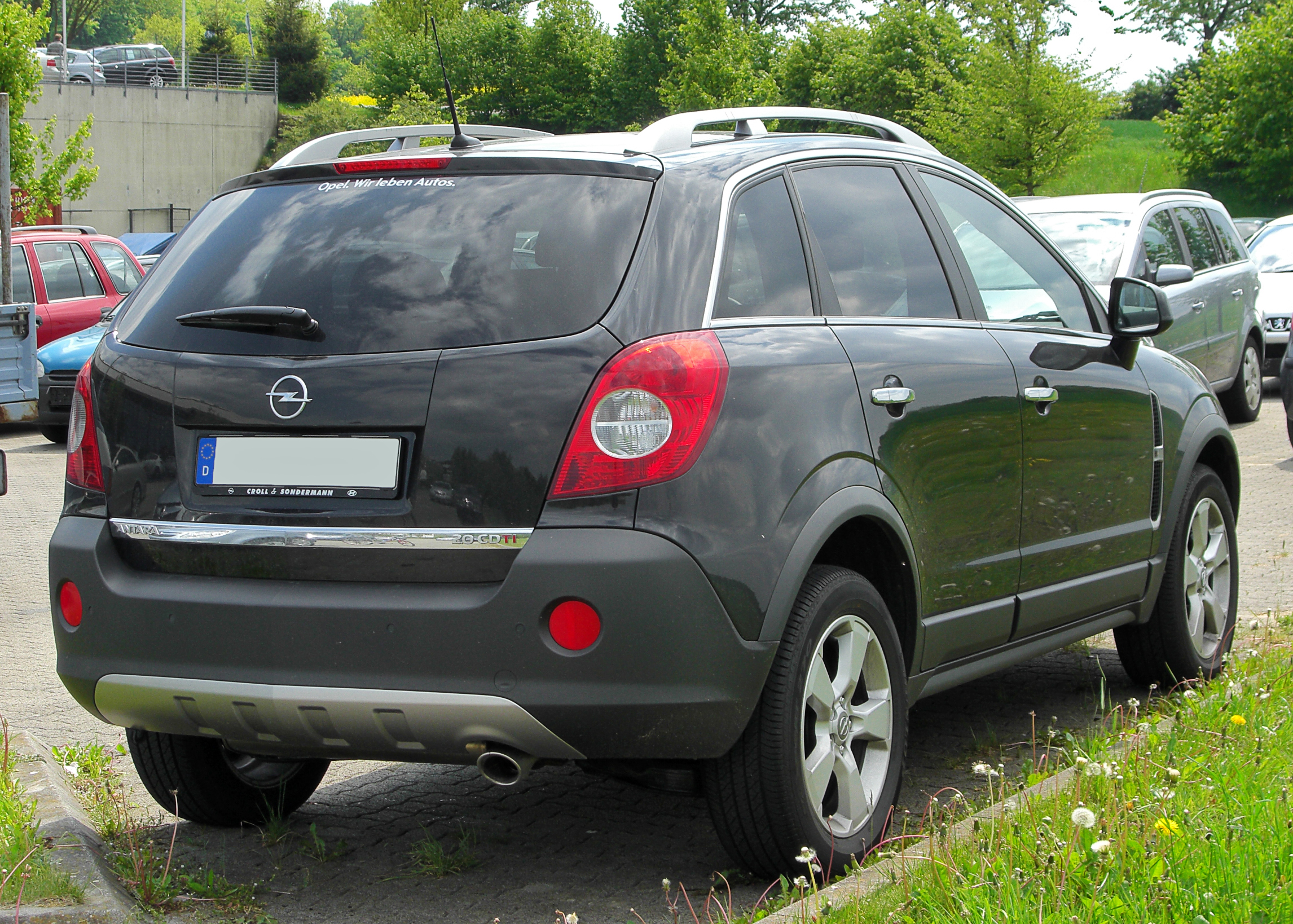
Opel Antara (2006-2010)

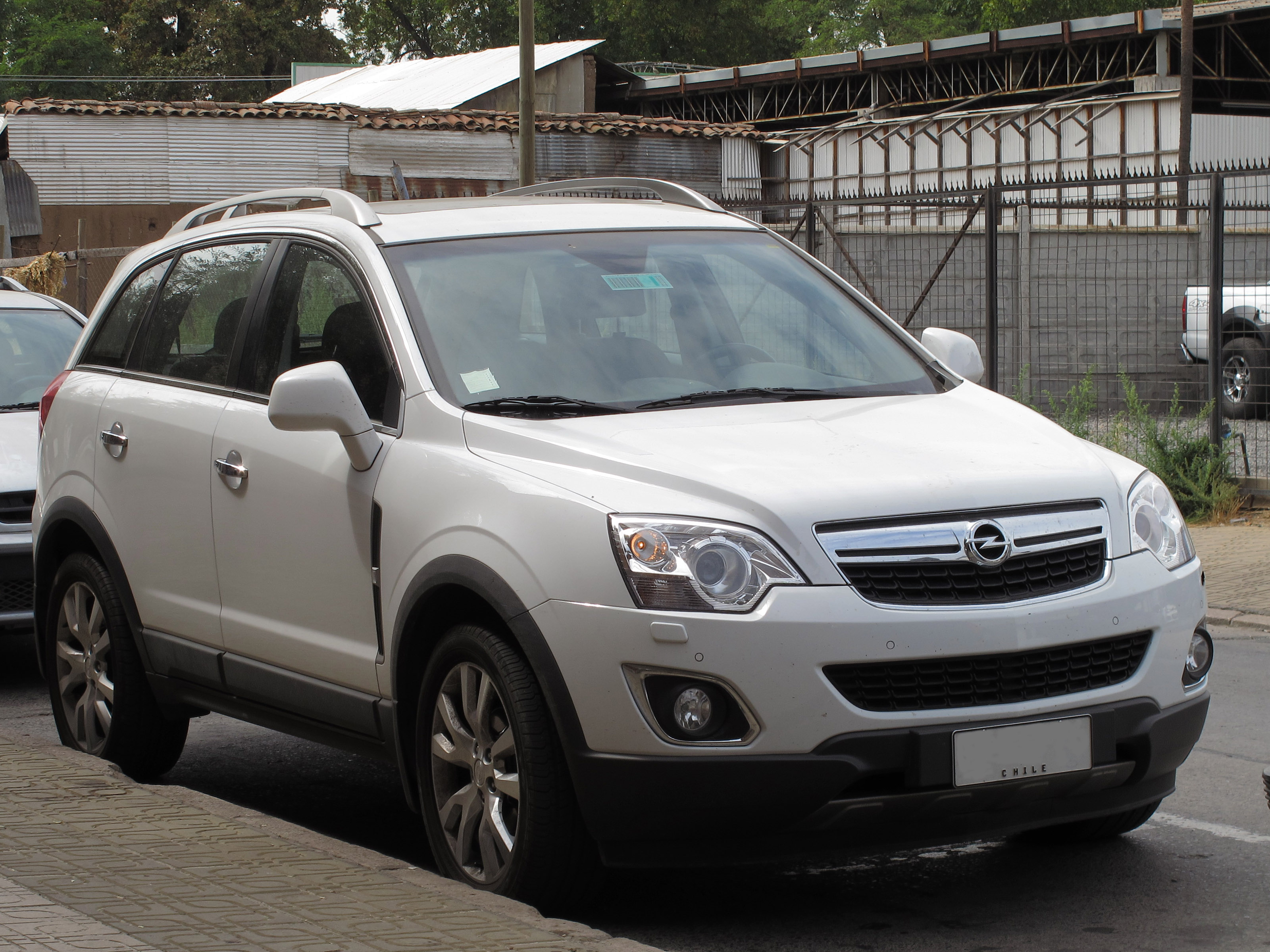
Opel Antara (2010-2017)

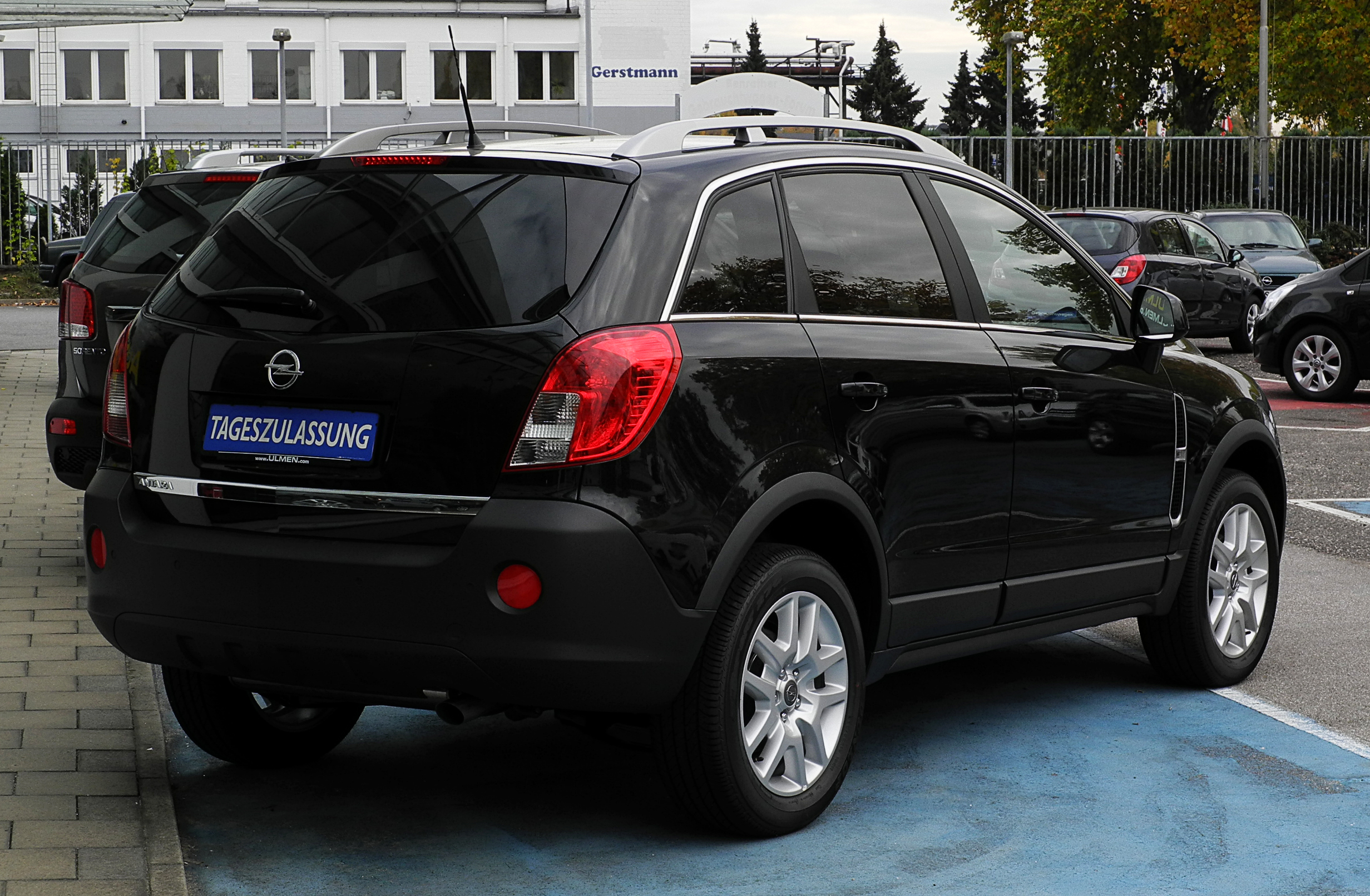
Opel Antara (2010-2017)

Вперше Opel Antara був представлений як концепт-кар в 2005 році на автосалоні в Франкфуртіі під назвою Opel Antara GTC ("Gran Turismo Crossover"). Серійний варіант Opel Antara дебютував в вересні 2006 році на автосалоні в Парижі. Виробляється GM Daewoo в Південній Кореї разом з Chevrolet Captiva.
У Великій Британії, автомобіль продається як Vauxhall Antara, в Австралії як Holden Captiva 5. Antara продавалась як GMC Terrain в Близькому Сході, Daewoo Winstorm MaXX в Південній Кореї, а як Chevrolet Captiva Sport і як Saturn Vue в Північній і Південній Америці.
Автомобіль збудовано на платформі Theta разом з Chevrolet Captiva, Chevrolet Equinox і GMC Terrain. Існують передньо і повноприводні версії. В повноприводній версії передні колеса отримують крутний момент завжди, а до задньої осі він подається при виникненні пробуксовки передніх коліс. Рішення приймає електроніка без участі водія, це здійснюється через електрогідравлічну муфту. Інтелектуальна система повного приводу називається ITCC (Intelligent Torque Controlled Coupling).

### Рестайлінг 2010
Восени 2010 року модель модель модернізували, автомобіль отримав модернізовану зовнішність і нові двигуни. 

### Рестайлінг 2016
Другий редизайн автомобіля відбувся недавно - в 2016 році. Opel Antara укомплектований повністю новою решіткою радіатора з великим логотипом, оновленими протитуманними фарами із хромованою окантовкою. Автомобіль сидить на 19-дюймових литих дисках. Палітра кузова включає у себе три кольори - білий, сірий і чорний. Хромовані вставки інтер'єру надають автомобілю більш дорогого вигляду. Antara  у стандартній комплектації оснащується: кондиціонером, литими дисками, паркувальними сенсорами, ABS, круїз-контролем, навігаційною системою, бічними і передніми подушками безпеки, а також натягувачами ременів безпеки. Дорожчі комплектації типу SE оснащуються автоматичними двірниками і Bluetooth. Як опціональна комплектація до автомобіля виступають: шкіряна оббивка салону (Jet Black, Mondial Light Titanium і Mondial Saddlebrown), 19-дюймові колеса і навігаційна система. 

## Будова
- Передня підвіска - незалежна, McPherson, зі стабілізатором поперечної стійкості
- Задня підвіска - незалежна, багатоважільна, зі стабілізатором поперечної стійкості
- Діаметр розвороту - 10,8 метра
- Передні гальма - дискові, вентильовані)
- Задні гальма - дискові, вентильовані

### Двигуни

#### 2006-2010
| Двигун          | Об'єм     | Кількість циліндрів | Потужність         | Крутний момент | Коробка передач                   |
| Бензинові       | Бензинові | Бензинові           | Бензинові          | Бензинові      | Бензинові                         |
| --------------- | --------- | ------------------- | ------------------ | -------------- | --------------------------------- |
| 2.4 Ecotec      | 2405 см3  | Р4                  | 140 к.с. (103 кВт) | 220 Нм         | 5-ступенева механічна/автоматична |
| 3.2 Alloytec    | 3195 см3  | V6                  | 227 к.с. (167 кВт) | 297 Нм         | 5-ступенева автоматична           |
| Дизельні        |           |                     |                    |                |                                   |
| 2.0 RA 420 SOHC | 1991 см3  | Р4                  | 127 к.с. (93 кВт)  | 295 Нм         | 5-ступенева механічна             |
| 2.0 RA 420 SOHC | 1991 см3  | Р4                  | 150 к.с. (110 кВт) | 320 Нм         | 5-ступенева механічна/автоматична |

#### 2010-2015
| Двигун     | Об'єм      | Кількість циліндрів | Потужність         | Крутний момент | Коробка передач                              |
| Бензиновий | Бензиновий | Бензиновий          | Бензиновий         | Бензиновий     | Бензиновий                                   |
| ---------- | ---------- | ------------------- | ------------------ | -------------- | -------------------------------------------- |
| 2.4 Ecotec | 2384 см3   | Р4                  | 167 к.с. (123 кВт) | 217 Нм         | 6-ступенева механічна F40 / автоматична 6T45 |
| Дизельні   |            |                     |                    |                |                                              |
| 2.2 CDTI   | 2231 см3   | Р4                  | 163 к.с. (120 кВт) | 350 Нм         | 6-ступенева механічна F40 / автоматична 6T50 |
| 2.2 CDTI   | 2231 см3   | Р4                  | 184 к.с. (135 кВт) | 400 Нм         | 6-ступенева механічна F40 / автоматична 6T50 |

#### 2016-2017
| Двигун    | Об'єм     | Кількість циліндрів | Потужність         | Крутний момент | Коробка передач                              |
| Дизельний | Дизельний | Дизельний           | Дизельний          | Дизельний      | Дизельний                                    |
| --------- | --------- | ------------------- | ------------------ | -------------- | -------------------------------------------- |
| 2.0 CDTI  | 1956 см3  | Р4                  | 170 к.с. (125 кВт) | 400 Нм         | 6-ступенева механічна F40 / автоматична 6T50 |